# William Peyton

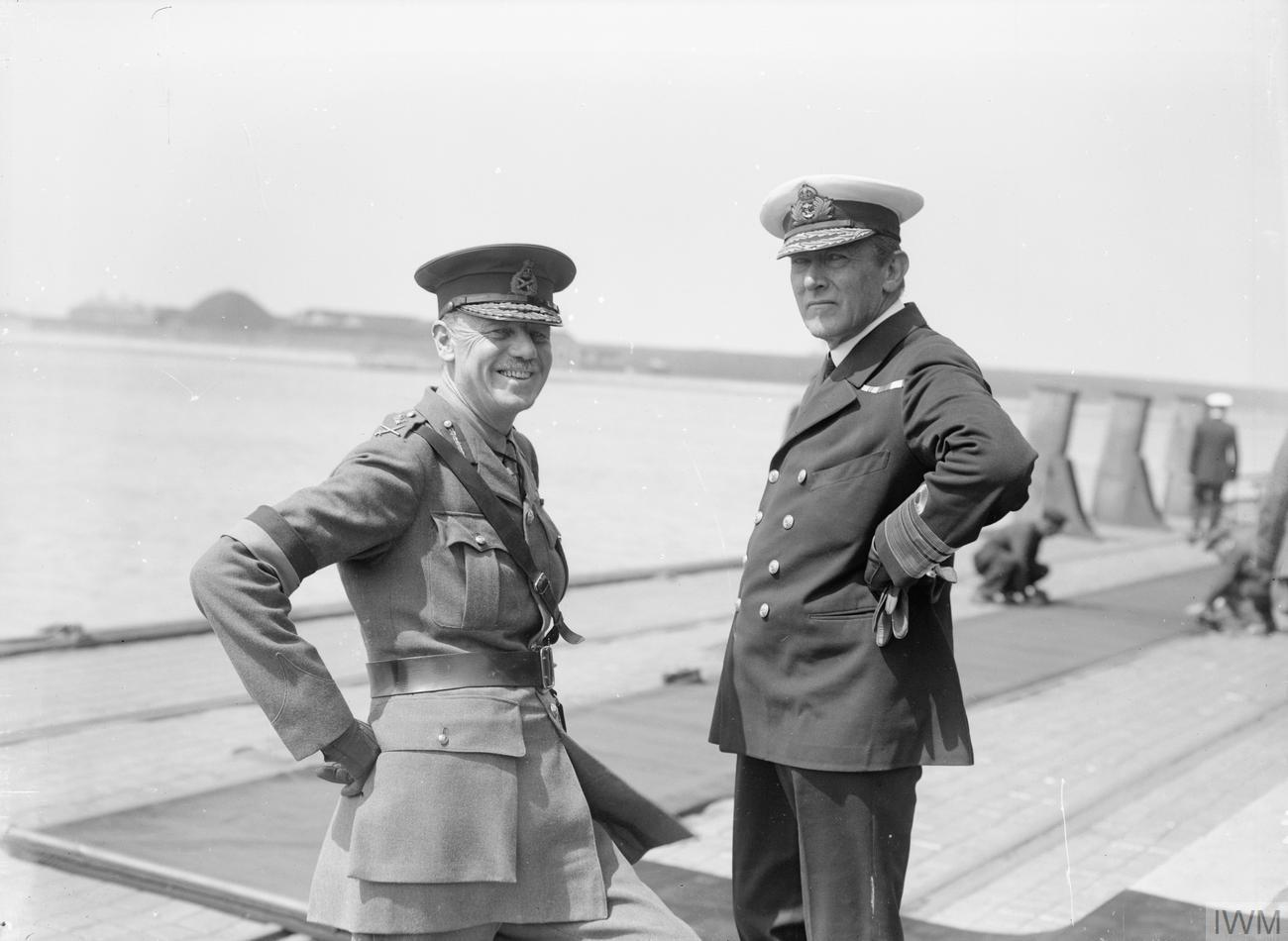
William Peyton (links) mit Vizeadmiral Reginald Bacon, 1917

Sir William Eliot Peyton KCB, KCVO, DSO (* 7. Mai 1866; † 14. November 1931 in London) war ein britischer Heeresoffizier, zuletzt General.

## Leben
Peyton wurde als Sohn des Offiziers John Peyton geboren, der von 1871 bis 1876 als Colonel die 7th Dragoon Guards befehligte. Er wurde am Brighton College ausgebildet und sollte anschließend nach Sandhurst gehen, scheiterte aber am Eintrittsexamen. Er wurde daher 1885 im Rang eines einfachen Soldaten in das ehemalige Regiment seines Vaters aufgenommen und erhielt erst 1887 sein Leutnantspatent. 1889 heiratete er Mabel Gage († 1901), die Tochter des Generals Edward Thomas Gage und Enkelin des 4. Viscount Gage. 1896 wechselte er zu den 15th (The King’s) Hussars. Zur ägyptischen Armee abgestellt, nahm er an der Dongola-Expedition und dem anschließenden Nil-Feldzug teil. Er erhielt hierfür den Distinguished Service Order und weitere Orden und wurde Mentioned in dispatches. Er ging 1900 nach Südafrika, wo Ende 1899 der Zweite Burenkrieg begonnen hatte, und diente hier ein halbes Jahr im Brevet-Rang eines Lieutenant-Colonel in Thorneycroft’s Mounted Infantry, bis ihn Krankheit zur Rückkehr nach England zwang.
Nach dem Abschluss des Kurses am Staff College Camberley erhielt Peyton 1903 den Befehl über die 15th Hussars, den er bis 1907 behielt, und wurde im Oktober letzteren Jahres zum Colonel befördert. Er ging anschließend als Assistant Quartermaster-General nach Britisch-Indien und befehligte von 1908 bis 1912 die Meerut Cavalry Brigade. Beim Delhi Durbar von 1911 fungierte er als Delhi Herald and King of Arms für den neuen König und Kaiser Georg V. Von Juli 1912 bis zum Beginn des Ersten Weltkriegs war er militärischer Sekretär (Military Secretary) des Oberbefehlshabers in Indien, General Sir Garrett O’Moore Creagh.
Nach dem Kriegsbeginn kehrte er nach England zurück, wo er Ende August 1914 die 2nd Mounted Division der Territorial Force übernahm. Mit dieser nahm er 1915 an der Schlacht von Gallipoli teil. Nach der Evakuierung befehligte er von Januar bis Mai 1916 die Western Frontier Force der Egyptian Expeditionary Force im Feldzug gegen die Senussi. Er wurde danach an die Westfront berufen, um unter dem dortigen Oberbefehlshaber Douglas Haig als militärischer Sekretär zu dienen. 1917 wurde er vom König während eines Frontbesuchs als Knight Commander des Order of the Bath sowie Knight Commander des Royal Victorian Order zum Ritter geschlagen. Im Frühjahr 1918 befehligte er zeitweise nominell die Reserve Army (die Überreste der von der deutschen Michael-Offensive schwer getroffenen Fifth Army), anschließend kurzzeitig das X Corps, welches in dieser Zeit ebenfalls nicht an Kämpfen teilnahm. Anfang Juli erhielt er den Befehl über die 40th Division, die er während der Hunderttageoffensive in Flandern führte. Er blieb deren Kommandeur, bis er im März 1919 zum Befehlshaber der Kavallerie in der Britischen Rheinarmee wurde.
Peyton war von 1920 bis 1922 erneut in Indien als Kommandeur der 3rd (Meerut) Division im United Provinces District. Er wurde anschließend bis 1926 militärischer Sekretär im Kriegsministerium. Sein letzter Posten war der des General Officer Commanding im Scottish Command von 1926 bis 1930. Er starb im November 1931 überraschend im Londoner Army and Navy Club und wurde auf dem Brompton Cemetery beerdigt.
Peyton war seit 1916 Regiments-Colonel der 15th Hussars sowie, nachdem diese mit den 19th Hussars zu den 15th/19th Hussars verschmolzen wurde, bis zu seinem Tod, 1931, Colonel dieses Regiments. Er hatte nach dem Tod seiner ersten Frau, mit der er eine Tochter hatte, 1903 erneut geheiratet und hatte aus dieser Ehe einen Sohn, der den Rang eines Brigadier erreichte.